# Dendropsophus werneri
Espèce
Synonymes
- Hyla pygmaea Werner, 1894 nec Meyer, 1875
- Hyla werneri Cochran, 1952
- Hyla goughi baileyi Cochran, 1953
- Hyla baileyi Cochran, 1953

Statut de conservation UICN

 LC  : Préoccupation mineure
Dendropsophus werneri est une espèce d'amphibiens de la famille des Hylidae.

## Répartition
Cette espèce est endémique du Brésil. Elle se rencontre jusqu'à 800 m d'altitude dans les États de São Paulo, du Paraná et de Santa Catarina,.

## Étymologie
Cette espèce est nommée en l'honneur de Franz Werner.

## Publication originale
- Cochran, 1952 : Two Brazilian frogs: Hyla werneri n.nov., Hyla similis n.sp.. Journal of the Washington Academy of Sciences, vol. 42, no 2, p. 50-53 (texte intégral).